# 葵夏美

葵 夏美（あおい なつみ、1994年6月16日 - ）は、日本の歌手、YouTuber、女優、元子役、元ジュニアアイドル。Showtitle所属。かつてはベリーベリープロダクション→タイトプロに所属していた。旧芸名は飯島 夏美（いいじま なつみ）（2005年 - 2011年頃）。

## 略歴
- 小学5年生の頃に、ジュニアアイドルとして活動を開始。
- 2013年、タイトプロに移籍し芸名をマイコに改名。
- 2014年から2017年夏まで、レベルファイブのゲーム・アニメ『妖怪ウォッチ』の主題歌を歌う「キング・クリームソーダ」の初代女性ボーカルとして活動。
- 2017年3月、学習院大学文学部英語英米文化学科卒業。
- 2018年、Showtitleに移籍し芸名を現在のものに改名。
- 2019年12月31日に芸能界引退を一旦発表したが[2]、その後2020年5月14日にYouTuberとして活動再開した[3]。
- 2021年1月よりキング・クリームソーダに再加入することが決定した[4]。

## 人物
- 趣味は歌うこと、寝ること、グミを食べること。
- 特技は歌うこと。
- 資格として英語検定2級、漢字検定2級、普通自動車運転免許（AT限定）、中学校教諭一種免許状（英語）、高等学校教諭一種免許状を所持している。

## 出演

### テレビドラマ
- 女王の教室スペシャル（日本テレビ、2006年3月）
- 受験の神様（日本テレビ、2007年7月14日 - 9月22日） - 6年A組生徒 役

### バラエティ
- ティンティンTOWN!（日本テレビ）
- ポンキッキーズ（フジテレビ）
- 住みまシュフラン（Kawaiian TV、2018年8月2日・16日）
- 石井一久&稲村亜美の「女神スポーツ」（Kawaiian TV、2018年8月14日・9月25日・11月6日・12月18日）
- 潜在能力テスト（フジテレビ、2019年3月12日）

### 映画
- 夕凪の街 桜の国（2007年7月28日） - 利根東子（幼少） 役
- ひゃくはち（2008年8月9日） - 青野香奈 役

### CM
- キヨウケン
- 積水ハウス
- 永谷園
- 学研
- ダイワハウス（2006年4月1日 - ※4クール）
- バンダイ「どうぶつらんどバッグ」（2006年10月30日 - 2007年10月）

### 舞台
- 大草原の小さな家
- ドリームレスキュー・言うことナース! 〜エピソードゼロだけどぉ〜（2018年7月5日 - 8日） - メラン・ザーナ 役
- #モテたい（2019年2月8日 - 11日）

### その他コンテンツ
- J SPORTS Web動画 WWEnglish（2019年1月29日 - 4月2日、毎週月曜日配信）

## 書籍

### 雑誌
- Sho→Boh（海王社、2006年11月号）

### DVD
- 1stイメージDVD「飯島夏美11才」（日本メディアサプライ、2005年6月17日）
- 2ndイメージDVD「なつみ11歳」（イーネットフロンティア、2005年12月22日）
- DVDドラマ「女超人ソアラA」前編（2006年7月14日）主演
- DVDドラマ「女超人ソアラA」後編（2006年7月28日）主演
- 3rdDVD「ラストランドセルは晴れやかに」（日本メディアサプライ、2007年3月16日）

## 作品

### 楽曲
- ようかい体操第一（2013年7月） - ニンテンドー3DS用ソフト『妖怪ウォッチ』のPRソングとして制作し、YouTubeでプロモーションビデオが公開。その後2014年4月30日発売のキング・クリームソーダの1stシングル『ゲラゲラポーのうた』にカップリング曲として収録された。
- NO MORE 恋泥棒（2018年12月12日） - EXITとのコラボ楽曲（EXIT featuring NUTS-ME名義）。ダウンロード配信としてリリース
- ニッポンハロウィーン音頭（2019年9月27日） - 東京ドームシティで2019年10月4日から11月24日まで開催されたイベント『和ハロウィーン』の盆踊りソング。歌唱と作詞を担当し2019年11月6日にダウンロード配信としてリリースされた。